# Pojas Caprivi
Pojas Caprivi (engleski: Caprivi Strip, njemački: Caprivi Zipfel, prije poznat i kao Itenge) je uski kopneni pojas dugačak 450 kilometara i širok oko 30 kilometara koji se nalazi u Namibiji i koji spaja regiju Caprivi s ostatkom zemlje. Ime mu je dano po njemačkom kancelaru Leu von Capriviju.

## Povijest
Pojas Caprivi stvoren je sporazumom Helgoland-Zanzibar koji je potpisan 1. srpnja 1890. između Njemačke i Ujedinjenog Kraljevstva. Ovim sporazumom omogućen je pristup njemačkoj koloniji Jugozapadnoj Africi rijeci Zambezi i ostatku Južne Afrike i Indijskom oceanu.
Od 1972. godine, pojas Caprivi uključen je u bantustan Kavangoland, a od 1990., podijeljen je između novostvorenih namibijskih regija Kavango i Caprivi.
Tijekom rata u Rodeziji (1970. – 1979.), vojnih operacija Afričkog nacionalnog kongresa protiv apartheida u južnoafričkoj Republici (1965. – 1994.) i Angolskog građanskog rata, ovaj uski pojas korišten je za tranzit između mnogih oružanih skupina.

## Strategijska važnost
Ovo područje bogato je rudama kao i florom i faunom. Posebnu važnost za Namibiju ima pristup rijeci Zambezi, kao potencijalna trgovačka veza s istokom kontinenta. Ipak, zbog toka rijeke i zbog političke nestabilnosti u tom području, razvitak ovog pravca malo je vjerojatan.

## Caprivijski sukob
Caprivijski sukob bio je oružani sukob u Namibiji između namibijske vlade i Caprivijske oslobodilačke vojske (Caprivi Liberation Army) za izdvajanje ovog područja koje je većinom naseljeno narodom Lozi.